# صورة مثالية (فلم)
صورة مثالية (بالإنجليزية: Picture Perfect) فيلم كوميدي أمريكي رومانسي، من إنتاج 1997. سيناريو أرلين سوركين، إخراج غلين غوردون كارون، بطولة جينيفر أنيستون، جاي موهر، كيفين بيكن، إيلينا دوغلاس، أولمبيا دوكاكيس، آن تومي، كالي كوكو.

## قصة الفيلم
يتحدث الفيلم عن كيت موسلي (جينيفر أنيستون)، وهي مخرجة تعمل في مجال الإعلانات الشخصية والمهنية، وهي ناجحة في عملها، إلا أنها تشعر أن رئيسها في العمل لا ينوي ترقيتها كونها غير مستقرة من الناحية العاطفية، فتشرع هي وصديقتها في العمل إلى تنفيذ خطة تجعل رئيسها وزملائها يعيروها اهتمامهم، والخطة عبارة عن تأليف قصة حب بينها وبين نيك (جاي موهر) وهو شاب ذو شعبية في مدينة نيويورك، بسبب قيامه بإنقاذ حياة طفلة، والدليل على قصة الحب هو صورة فوتوغرافية لكيت ونيك كانت قد ألتقطت في حفل زفاف أحد الأصدقاء. تعترف كيت لنيك بخطتها وتطلب منه المساعدة لإكمال الحبكة. وفعلاً تنحج الخطة في إثارة انتباه رئيس كيت في العمل، بعد ذلك تطلب كيت من نيك التظاهر بأنه لم يعد يطيقها وأنه سوف يهجرها، ويفعل ذلك، لكنهما يكتشفان أنهما قد وقعا في حب بعضهما فعلاً.

## طاقم الفيلم
| ممثلون                                 | ممثلون                                       | ممثلون     | ممثلون     |
| الممثل                                 | الدور                                        |            |            |
| جينيفر أنيستون (Jennifer Aniston)      | كيت موسلي (Kate Mosley)                      |            |            |
| جاي موهر (Jay Mohr)                    | نيك (Nick)                                   |            |            |
| كيفين بيكن (Kevin Bacon)               | سام مايفير (Sam Mayfair)                     |            |            |
| إيلينا دوغلاس (Illeana Douglas)        | دارسي أونيل (Darcy O'Neil)                   |            |            |
| أولمبيا دوكاكيس (Olympia Dukakis)      | ريتا موسلي (Rita Mosley)                     |            |            |
| كيفن دان (Kevin Dunn)                  | السيد ميرسر (Mr. Mercer)                     |            |            |
| آن تومي (Anne Twomey)                  | سيلا (Sela)                                  |            |            |
| كالي كوكو (Little Girl)                | فتاة صغيرة (Little Girl)                     |            |            |
| فريق العمل                             | فريق العمل                                   | فريق العمل | فريق العمل |
| الإسم                                  | الإختصاص                                     |            |            |
| أرلين سوركين (Arleen Sorkin)           | كاتب سيناريو (Scriptwriter)                  |            |            |
| بول سلانسكي (Paul Slansky)             | كاتب سيناريو (Scriptwriter)                  |            |            |
| غلين غوردون كارون (Glenn Gordon Caron) | كاتب سيناريو (Scriptwriter)، مخرج (Director) |            |            |
| إروين ستوف (Erwin Stoff)               | منتج (producer)                              |            |            |
| بول ساروسي (Paul Sarossy)              | مصور سينمائي (Cinematographer)               |            |            |
| كارتر بورويل (Carter Burwell)          | موسيقي (Composer)                            |            |            |
| روبرت ريتانو (Robert Reitano)          | مونتير (Film editor)                         |            |            |
| -------------------------------------- | -------------------------------------------- | ---------- | ---------- |